# Proagapete carissima
Proagapete carissima é uma espécie de coleóptero da tribo Bimiini (Cerambycinae), com distribuição apenas na Austrália.

## Sistemática
- Ordem Coleoptera
  - Subordem Polyphaga
    - Infraordem Cucujiformia
      - Superfamília Chrysomeloidea
        - Família Cerambycidae
          - Subfamília Cerambycinae
            - Tribo Bimiini
              - Gênero Proagapete
                - P. carissima (Newman, 1845)